# Нептунат(VI) цезия
Нептунат(VI) цезия — неорганическое соединение, комплексный оксид нептуния и цезия с формулой Cs2NpO4. 

## Получение
- Термическое разложение смеси нитратов цезия и нептуния.
- Реакция гидроксида цезия и оксида нептуния(V) [3].

## Физические свойства
Нептунат(VI) цезия образует кристаллы тетрагональной сингонии, пространственная группа I 4/mmm, параметры ячейки a = 0,4367 нм, c = 1,478 нм, Z = 2.